# Дорога в Омаху
«Дорога в Омаху» (The Road to Omaha) — роман Роберта Ладлэма, опубликованный в 1992 году.
Книга повествует о том, как отставной генерал армии США Маккензи Хаукинз, несправедливо уволенный из рядов вооруженных сил, решил в отместку потягаться силами с правительством США, использовав для этого несправедливость, допущенную в отношении одного племени индейцев, проживавшего на территории штата Небраска, которых незаконно выселили с исконных земель и построили на них военно-воздушную базу. Индейцы под руководством генерала Хаукинза инициировали судебный процесс против правительства США, требуя вернуть земли. Военное командование, используя разнообразные грязные приемы, пыталось помешать Хаукинзу, однако он с честью выдержал все испытания, одержал победу в судебном процессе и моральную победу, добившись выплаты значительных компенсаций членам индейского племени, что существенно подняло их уровень жизни и способствовало процветанию племени.
В целом, отличается значительным юмором, что не мешает автору на этом фоне проводить достаточно глубокий социально-политический анализ отдельных «язв» американского общества.